# Verde città nel sole
Verde città nel sole (Green City in the Sun) è un romanzo della scrittrice britannica naturalizzata statunitense Barbara Wood pubblicato nel 1988.

## Trama
Siamo negli anni ottanta. La dottoressa Deborah Treverton lascia improvvisamente San Francisco, città in cui vive e lavora con il compagno Jonathan, per recarsi a Nairobi (la verde città nel sole a cui allude il titolo). Chiamata da alcune suore di una missione ad accorrere al capezzale di una stregona africana di nome Mama Wachera che abita in un villaggio a qualche ora di distanza dalla capitale kenyota. Deborah rievoca il fatto che quindici anni prima era stata proprio Wachera la causa della sua fuga dal Kenya e si domanda, con ansia, perché voglia vederla nei suoi ultimi momenti di vita. In attesa di quell'incontro, decide di leggere finalmente il diario di sua zia Grace, cosa che fino ad allora non aveva ancora avuto il coraggio di fare. Questo le farà ripercorrere tutta la storia della sua famiglia svelandole elementi per lei decisivi. Da questo momento il romanzo fa un salto temporale al 1919, anno in cui sua zia Grace Treverton affrontava insieme alla cognata Rose il lungo viaggio dall'Inghilterra al Kenya per trasferirsi in un paese pieno di fascino e ricco di promesse. Lì le attende Valentine Treverton, fratello di Grace e marito di Rose, e attraverso le loro vicende umane, professionali e sentimentali si ripercorre tutta la storia del Kenya dal suo status di protettorato a quello di colonia passando poi per i movimenti terroristici e indipendentistici del movimento Mau Mau fino alla conquista dell'indipendenza dal Regno Unito e alla nascita del Kenya come stato autonomo sotto la presidenza di Yomo Kenyotta. La protagonista Deborah attraverso le pagine del diario di sua zia riuscirà a comprendere meglio quale direzione dare alla sua vita e si riconcilierà con le sue complesse origini kenyote.

## Edizioni
- Barbara Wood, Verde città nel sole, Mondadori, 30 novembre 1988,  p. 646, ISBN 8804316810.